# Divine Madness
Divine Madness är ett samlingsalbum från 1992 av det brittiska ska/popbandet Madness. Materialet består av Madness (nästan) samtliga a-sidor mellan 1979 och 1986. 
Albumet nådde förstaplatsen på försäljningslistan i Storbritannien, och dess framgångar ledde till att Madness återförenades senare under året och höll sin första konsert på sex år under namnet Madness, och sin första på nio år med samtliga sju medlemmar. Konserten spelades in och gavs ut som Madstock!.

## Låtlista
1. "The Prince" (Lee Thompson) – 3:19
2. "One Step Beyond" (Cecil "Prince Buster" Campbell, Chas Smash) – 2:18
3. "My Girl" (Michael Barson) – 2:45
4. "Night Boat to Cairo" (Graham McPherson, Barson) – 3:31
5. "Baggy Trousers" (McPherson, Christopher Foreman) – 2:46
6. "Embarrassment" (Thompson, Barson) – 3:11
7. "The Return of the Los Palmas 7" (Barson, Daniel Woodgate, Mark Bedford) – 2:01
8. "Grey Day" (Barson) – 3:39
9. "Shut Up" (McPherson, Foreman) – 4:06
10. "It Must Be Love" (Labi Siffre) – 3:18
11. "Cardiac Arrest" (Smash, Foreman) –  2:51
12. "House of Fun" (Thompson, Barson) – 2:49
13. "Driving in My Car" (Barson) – 3:17
14. "Our House" (Smash, Foreman) –  3:22
15. "Tomorrow's (Just Another Day)" (Smash, Barson) – 3:11
16. "Wings of a Dove" (Smash, McPherson) – 3:01
17. "The Sun and the Rain" (Barson) – 3:31
18. "Michael Caine" (Smash, Woodgate) – 3:39
19. "One Better Day" (McPherson, Bedford) – 4:06
20. "Yesterday's Men" (McPherson, Foreman) – 4:09
21. "Uncle Sam" (Thompson, Foreman) – 3:07
22. "(Waiting For) The Ghost Train" (McPherson) – 3:46